# Fedele Sanciu
Fedele Sanciu (Buddusò, 27 ottobre 1959) è un politico italiano.
Viene eletto presidente della Provincia di Olbia Tempio alle elezioni del 2010. È membro del consiglio direttivo di Assoporti, associazione che rappresenta le autorità portuali e i maggiori porti italiani.